# V metrókocsitípus
A V metrókocsitípus a bécsi metróhálózat egyik meghatározó járműtípusa, amellyel az U6-os metró kivételével minden metróvonalon lehet találkozni. A járműtípus prototípusa 1998 és '99 között készült és 2001-ben állt forgalomba, a többi sorozatkocsit pedig 2005 óta folyamatosan gyártják. A V típusú kocsikra részben a régi U típusú járművek cseréje miatt, részben pedig a metróhálózat bővülésével jelentkező nagyobb járműszükséglet miatt van igény.

## Története
Az egykori Bécsi Közlekedési Vállalat (Wiener Verkehrsbetriebe) 1998-ban egy 60 metrószerelvényre szóló keretszerződést kötött a Siemens/Adtranz/Elin konzorciummal. A szerződés szerint a metrószerelvényeknek egyenként hat kocsiból kell állniuk és teljes hosszukban átjárhatóknak kell lenniük. Az új szerelvények egy részét az U1-es és U2-es vonalak új szakaszaira szánták, másik részét pedig az 1970-es években gyártott öreg szerelvények cseréjére kívánták felhasználni. 2000 márciusában a prototípust már a jogutód Wiener Linien cég vette át tesztelésre (időközben az Adtranz céget a Bombardier magába olvasztotta).

A prototípus először 2000 végén az U3-as metróvonalon szállított utasokat, majd egy rövid ideig az U2-es metróvonalon is bemutatkozott. 

A közlekedési vállalat 2002 szeptemberében rendelte meg az első 20 szériaszerelvényt, ezek 2005 februárja óta többé-kevésbé folyamatosan érkeznek az osztrák fővárosba. Először 2006. augusztus 23-án szállítottak utasokat a V típus szériajárművei, akkor az U1-es és az U3-as metróvonalon. Egy évvel később, 2007-ben az U4-es, majd végül 2008-ban az U2-es metróvonalon is megjelentek a sorozatjárművek. Az 50. új szerelvényt 2014 októberében vették állományba, jelenleg 57 db-ból áll a flotta. A jelenlegi tervek szerint a 67. és egyben utolsó szerelvény 2017-ben lesz állományba véve.

## Technikai adatok
A szerelvények mindegyike hat kocsiból áll, a szerelvényt csak a négy közbülső kocsi hajtja. Tengelyelrendezése: 2'2'+Bo'Bo'+Bo'Bo'+
Bo'Bo'+Bo'Bo'+2'2'. A szélső, meghajtás nélküli kicsik típusjelzése a kis v, míg a hatott közbülsőeké a nagy V, de az egész szerelvényt egyben nagy V betűvel jelölik. 

Egy teljes szerelvény összesen 260 ülőhellyel és 618 állóhellyel rendelkezik.

## Állományi adatok
| Részletes összefoglaló táblázat a járműparkról | Részletes összefoglaló táblázat a járműparkról | Részletes összefoglaló táblázat a járműparkról | Részletes összefoglaló táblázat a járműparkról | Részletes összefoglaló táblázat a járműparkról | Részletes összefoglaló táblázat a járműparkról | Részletes összefoglaló táblázat a járműparkról | Részletes összefoglaló táblázat a járműparkról                             |
| Kocsik                                         | Kocsik                                         | Kocsik                                         | Kocsik                                         | Kocsik                                         | Kocsik                                         | forgalomba állás                               | Megjegyzés                                                                 |
| ---------------------------------------------- | ---------------------------------------------- | ---------------------------------------------- | ---------------------------------------------- | ---------------------------------------------- | ---------------------------------------------- | ---------------------------------------------- | -------------------------------------------------------------------------- |
| 3801                                           | 2401                                           | 2801                                           | 2802                                           | 2402                                           | 3802                                           | 2000                                           | Prototípus szerelvény eredeti pályaszáma: 5401,2401,2801,2402 , 2802 ,5402 |
| 3803                                           | 2403                                           | 2803                                           | 2804                                           | 2404                                           | 3804                                           | 2006.08.23.                                    |                                                                            |
| 3805                                           | 2405                                           | 2805                                           | 2806                                           | 2406                                           | 3806                                           | 2006.08.23.                                    |                                                                            |
| 3807                                           | 2407                                           | 2807                                           | 2808                                           | 2408                                           | 3808                                           | 2006.08.23.                                    |                                                                            |
| 3809                                           | 2409                                           | 2809                                           | 2810                                           | 2410                                           | 3810                                           | 2006.08.25.                                    |                                                                            |
| 3811                                           | 2411                                           | 2811                                           | 2812                                           | 2412                                           | 3812                                           | 2006.08.25.                                    |                                                                            |
| 3813                                           | 2413                                           | 2813                                           | 2814                                           | 2414                                           | 3814                                           | 2006.08.25.                                    |                                                                            |
| 3815                                           | 2415                                           | 2815                                           | 2816                                           | 2416                                           | 3816                                           | 2006.08.29.                                    |                                                                            |
| 3817                                           | 2417                                           | 2817                                           | 2818                                           | 2418                                           | 3818                                           | 2006.08.29.                                    |                                                                            |
| 3819                                           | 2419                                           | 2819                                           | 2820                                           | 2420                                           | 3820                                           | 2006.08.29.                                    |                                                                            |
| 3821                                           | 2421                                           | 2821                                           | 2822                                           | 2422                                           | 3822                                           | 2006.09.18.                                    |                                                                            |
| 3823                                           | 2423                                           | 2823                                           | 2824                                           | 2424                                           | 3824                                           | 2006.11.21.                                    |                                                                            |
| 3825                                           | 2425                                           | 2825                                           | 2826                                           | 2426                                           | 3826                                           | 2006.11.22.                                    |                                                                            |
| 3827                                           | 2427                                           | 2827                                           | 2828                                           | 2428                                           | 3828                                           | 2007.02.23.                                    |                                                                            |
| 3829                                           | 2429                                           | 2829                                           | 2830                                           | 2430                                           | 3830                                           | 2007.05.21.                                    |                                                                            |
| 3831                                           | 2431                                           | 2831                                           | 2832                                           | 2432                                           | 3832                                           | 2007.07.31.                                    |                                                                            |
| 3833                                           | 2433                                           | 2833                                           | 2834                                           | 2434                                           | 3834                                           | 2007.08.31.                                    |                                                                            |
| 3835                                           | 2435                                           | 2835                                           | 2836                                           | 2436                                           | 3836                                           | 2007.10.09.                                    |                                                                            |
| 3837                                           | 2437                                           | 2837                                           | 2838                                           | 2438                                           | 3838                                           | 2008.01.07.                                    |                                                                            |
| 3839                                           | 2439                                           | 2839                                           | 2840                                           | 2440                                           | 3840                                           | 2008.04.01.                                    |                                                                            |
| 3841                                           | 2441                                           | 2841                                           | 2842                                           | 2442                                           | 3842                                           | 2008.05.26.                                    |                                                                            |
| 3843                                           | 2443                                           | 2843                                           | 2844                                           | 2444                                           | 3844                                           | 2008.06.14.                                    |                                                                            |
| 3845                                           | 2445                                           | 2845                                           | 2846                                           | 2446                                           | 3846                                           | 2008.09.25.                                    |                                                                            |
| 3847                                           | 2447                                           | 2847                                           | 2848                                           | 2448                                           | 3848                                           | 2008.12.09.                                    |                                                                            |
| 3849                                           | 2449                                           | 2849                                           | 2850                                           | 2450                                           | 3850                                           | 2008.12.09.                                    |                                                                            |
| 3851                                           | 2451                                           | 2851                                           | 2852                                           | 2452                                           | 3852                                           | 2009.04.25.                                    |                                                                            |
| 3853                                           | 2431                                           | 2831                                           | 2854                                           | 2454                                           | 3854                                           | 2009.08.01.                                    |                                                                            |
| 3855                                           | 2455                                           | 2855                                           | 2856                                           | 2456                                           | 3856                                           | 2009.10.01.                                    |                                                                            |
| 3857                                           | 2457                                           | 2857                                           | 2858                                           | 2458                                           | 3858                                           | 2009.10.01.                                    |                                                                            |
| 3859                                           | 2459                                           | 2859                                           | 2860                                           | 2460                                           | 3860                                           | 2010.02.16.                                    |                                                                            |
| 3861                                           | 2461                                           | 2861                                           | 2862                                           | 2462                                           | 3862                                           | 2010.03.16.                                    |                                                                            |
| 3863                                           | 2463                                           | 2863                                           | 2864                                           | 2464                                           | 3864                                           | 2010.04.19.                                    |                                                                            |
| 3865                                           | 2465                                           | 2865                                           | 2866                                           | 2466                                           | 3866                                           | 2010.06.10.                                    |                                                                            |
| 3867                                           | 2467                                           | 2867                                           | 2868                                           | 2468                                           | 3868                                           | 2010.07.20.                                    |                                                                            |
| 3869                                           | 2469                                           | 2869                                           | 2870                                           | 2470                                           | 3870                                           | 2010.08.30.                                    |                                                                            |
| 3871                                           | 2471                                           | 2871                                           | 2872                                           | 2472                                           | 3872                                           | 2010.10.15.                                    |                                                                            |
| 3873                                           | 2473                                           | 2873                                           | 2874                                           | 2474                                           | 3874                                           | 2010.12.22.                                    |                                                                            |
| 3875                                           | 2475                                           | 2875                                           | 2876                                           | 2476                                           | 3876                                           | 2011.02.17.                                    |                                                                            |
| 3877                                           | 2477                                           | 2877                                           | 2878                                           | 2478                                           | 3878                                           | 2011.03.24.                                    |                                                                            |
| 3879                                           | 2479                                           | 2879                                           | 2880                                           | 2480                                           | 3880                                           | 2011.05.06.                                    |                                                                            |
| 3881                                           | 2481                                           | 2881                                           | 2882                                           | 2482                                           | 3882                                           | 2011.06.08.                                    |                                                                            |
| 3883                                           | 2483                                           | 2883                                           | 2884                                           | 2484                                           | 3884                                           | 2012.12.03.                                    |                                                                            |
| 3885                                           | 2485                                           | 2885                                           | 2886                                           | 2486                                           | 3886                                           | 2012.12.03.                                    |                                                                            |
| 3887                                           | 2487                                           | 2887                                           | 2888                                           | 2488                                           | 3888                                           | 2013.01.29.                                    |                                                                            |
| 3889                                           | 2489                                           | 2889                                           | 2890                                           | 2490                                           | 3890                                           | 2013.04.11.                                    |                                                                            |
| 3891                                           | 2491                                           | 2891                                           | 2892                                           | 2492                                           | 3892                                           | 2013.06.14.                                    |                                                                            |
| 3893                                           | 2493                                           | 2893                                           | 2894                                           | 2494                                           | 3894                                           | 2013.10.02.                                    |                                                                            |
| 3895                                           | 2495                                           | 2895                                           | 2896                                           | 2496                                           | 3896                                           | 2013.12.16.                                    |                                                                            |
| 3897                                           | 2497                                           | 2897                                           | 2898                                           | 2498                                           | 3898                                           | 2014.04.09.                                    |                                                                            |
| 3899                                           | 2499                                           | 2899                                           | 2900                                           | 2500                                           | 3900                                           | 2014.07.09.                                    |                                                                            |
| 3901                                           | 2501                                           | 2901                                           | 2902                                           | 2502                                           | 3902                                           | 2014.09.26.                                    |                                                                            |
| 3903                                           | 2503                                           | 2903                                           | 2904                                           | 2504                                           | 3904                                           | 2014.12.19.                                    |                                                                            |
| 3905                                           | 2505                                           | 2905                                           | 2906                                           | 2506                                           | 3906                                           | 2015.07.06.                                    |                                                                            |
| 3907                                           | 2507                                           | 2907                                           | 2908                                           | 2508                                           | 3908                                           | 2015.09.10.                                    |                                                                            |
| 3909                                           | 2509                                           | 2909                                           | 2910                                           | 2510                                           | 3910                                           | 2016.01.11                                     |                                                                            |
| 3911                                           | 2511                                           | 2911                                           | 2912                                           | 2512                                           | 3912                                           | 2016.03.04                                     |                                                                            |
| 3913                                           | 2513                                           | 2913                                           | 2914                                           | 2514                                           | 3914                                           | 2016.04.16                                     |                                                                            |
| 3915                                           | 2515                                           | 2915                                           | 2916                                           | 2516                                           | 3916                                           | 2016.07.01.                                    |                                                                            |

## Galéria

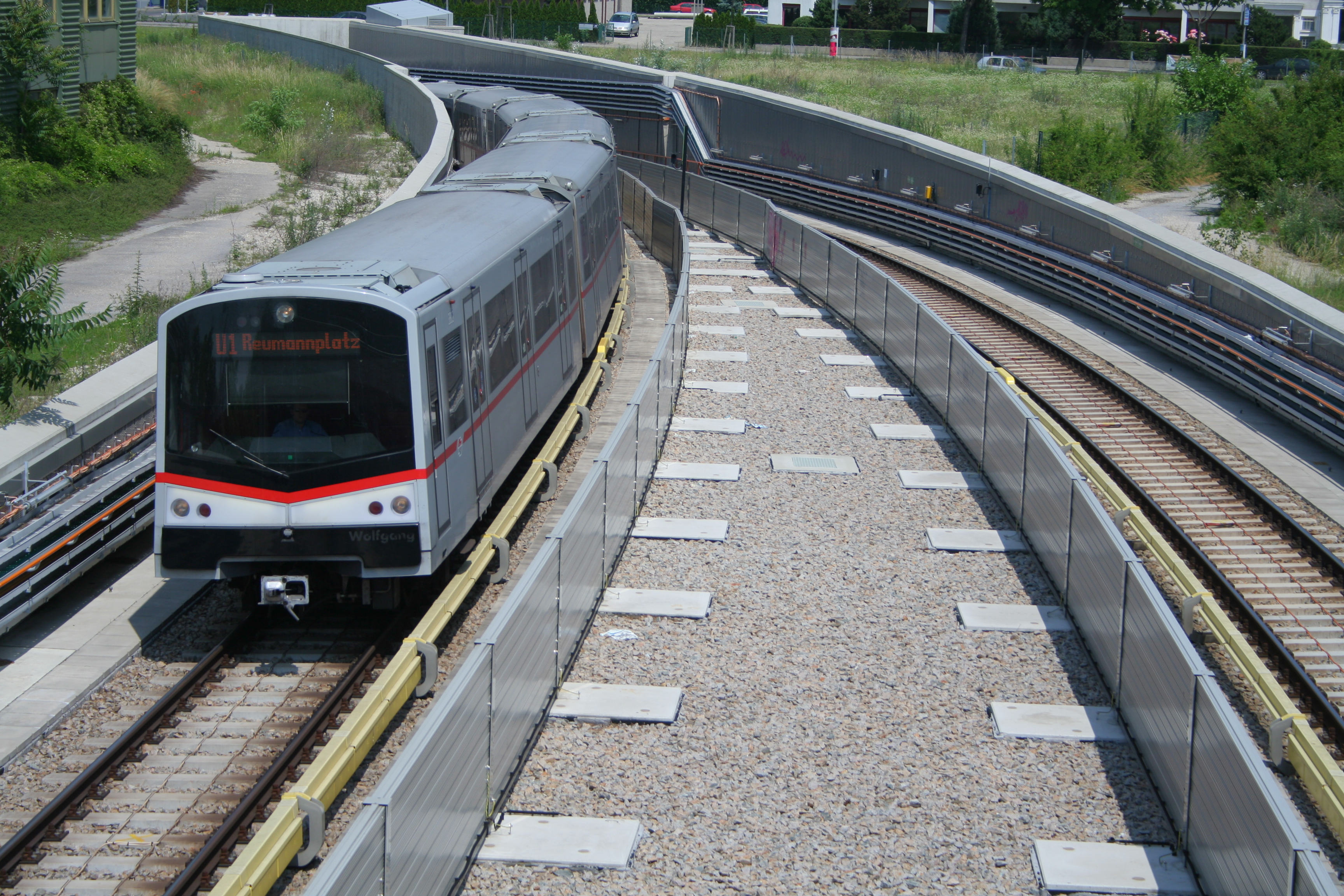
Az Aderklaaer Straße közelében, az U1-es metróvonalon
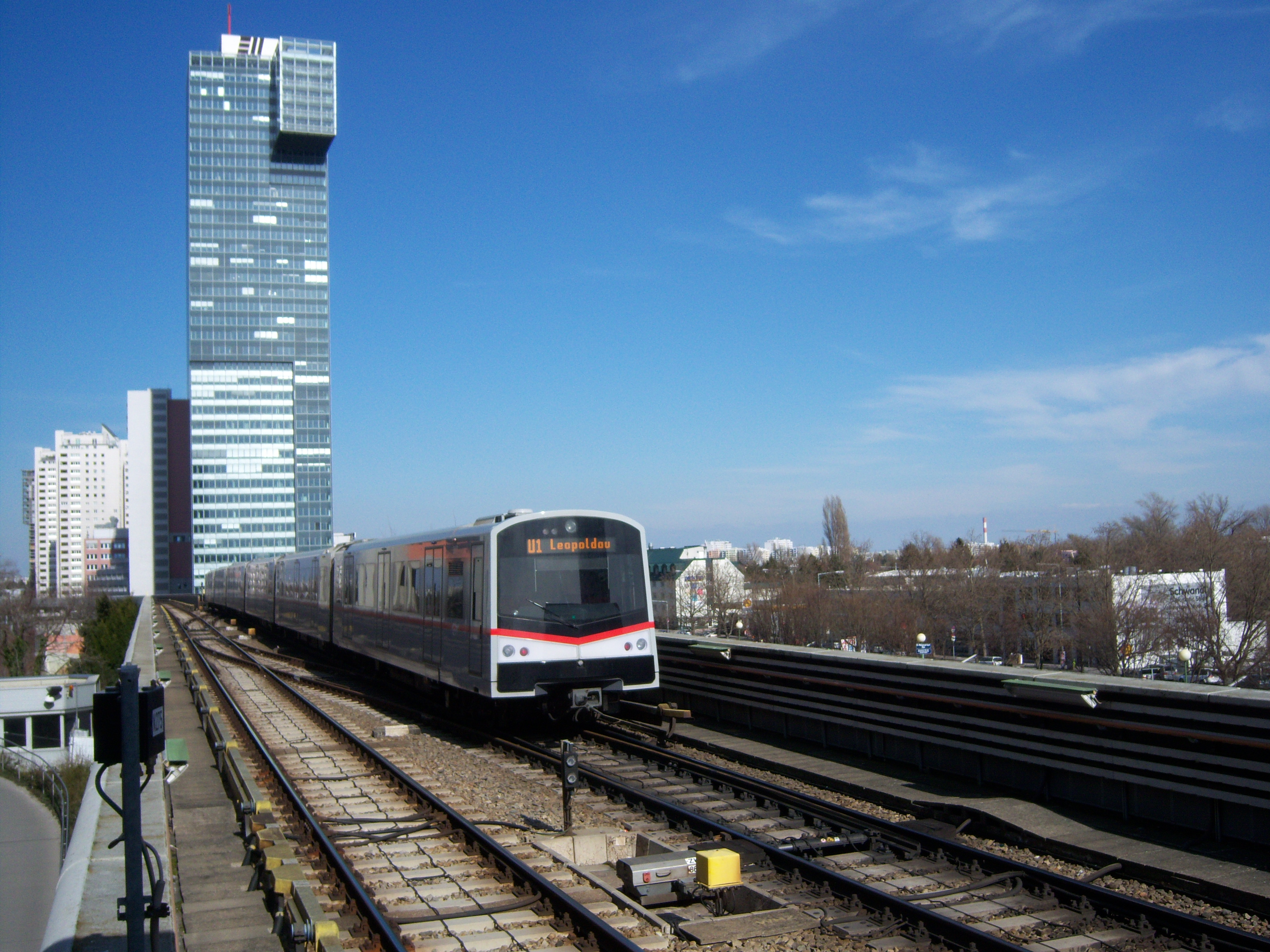
Kaisermühlen megállónál az U1-es metróvonalon
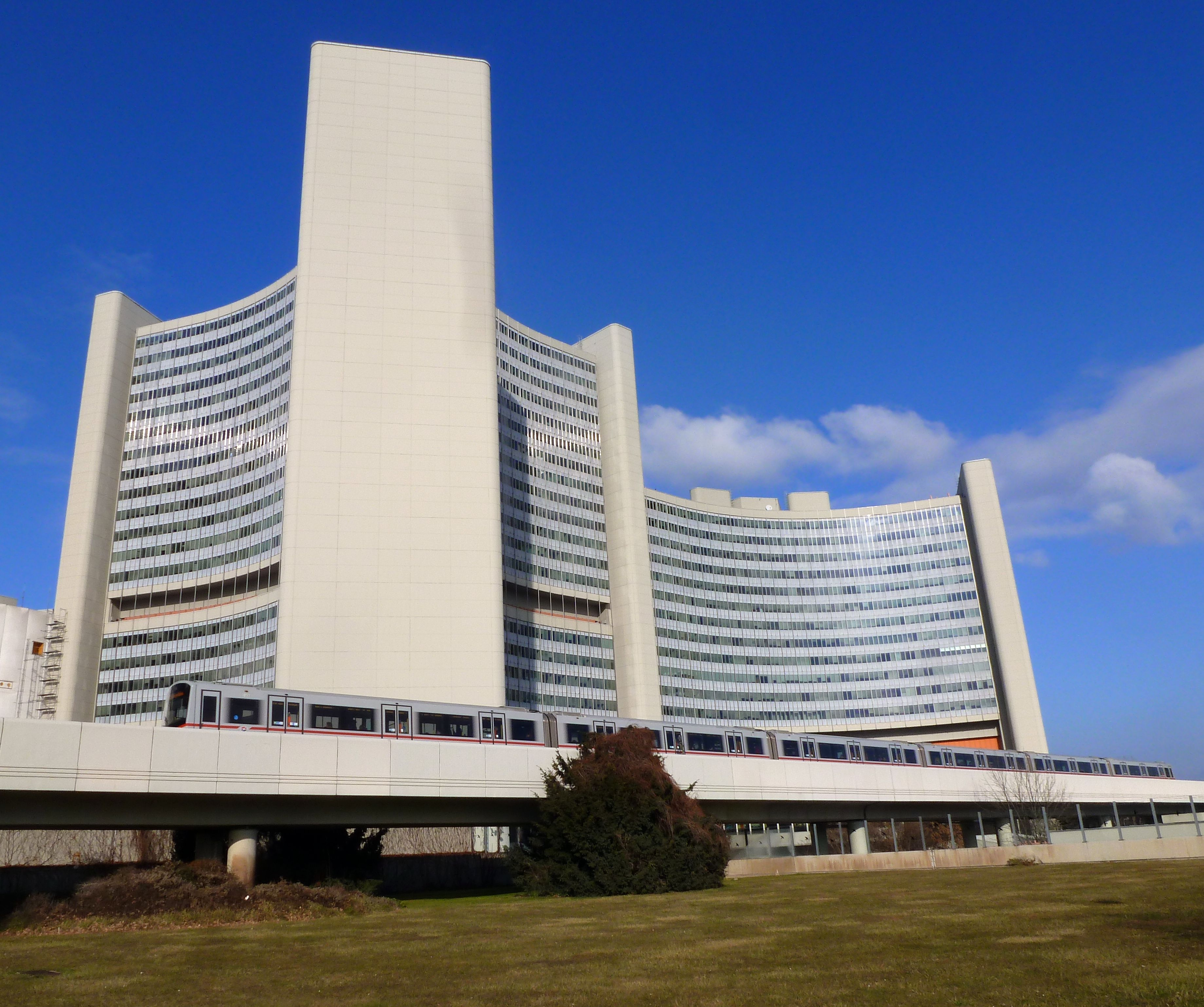
Az ENSZ székháza előtt, Kaisermühlen megállónál az U1-es metróvonalon
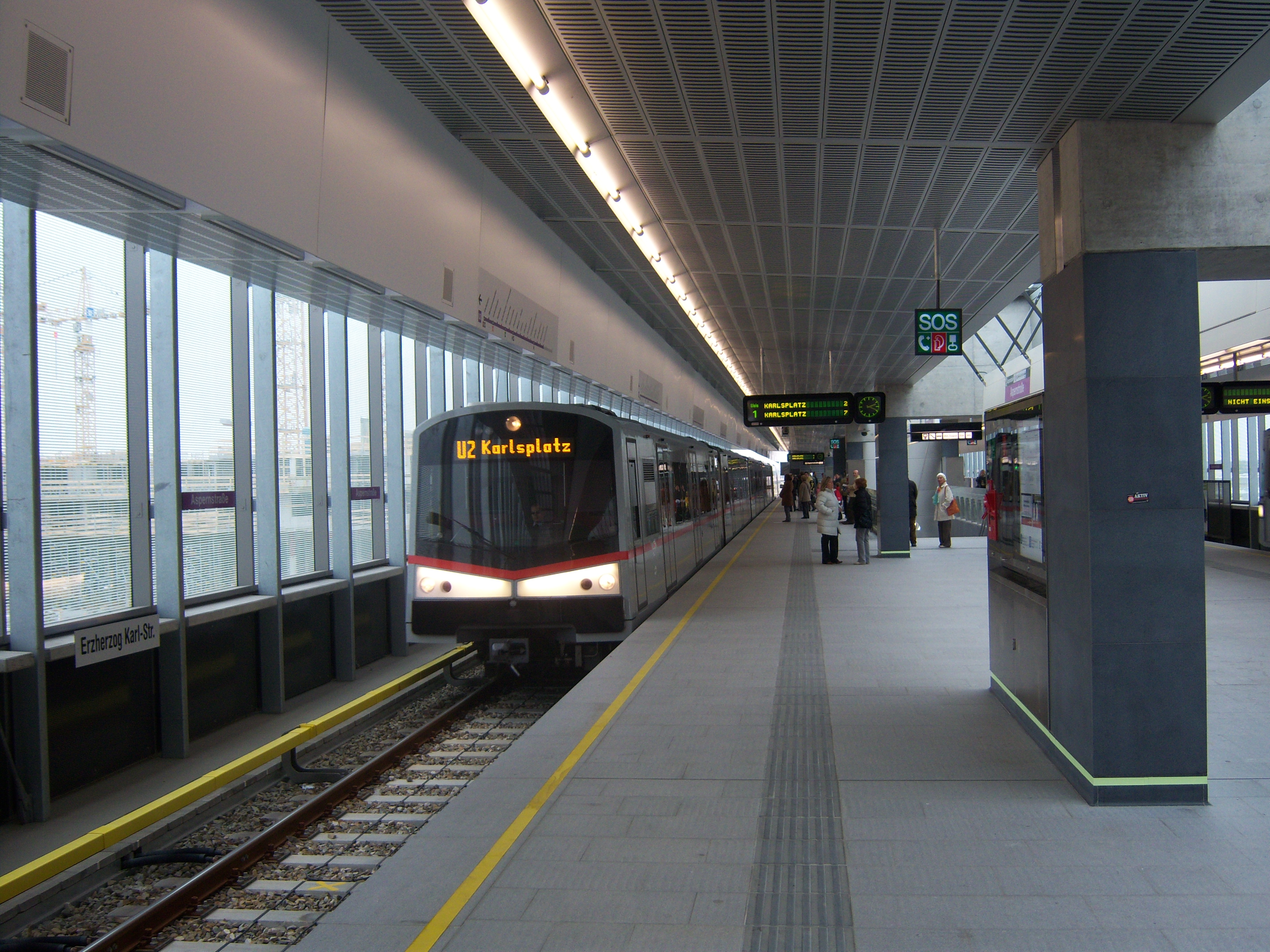
Aspernstraße megállónál az U2-es metróvonalon
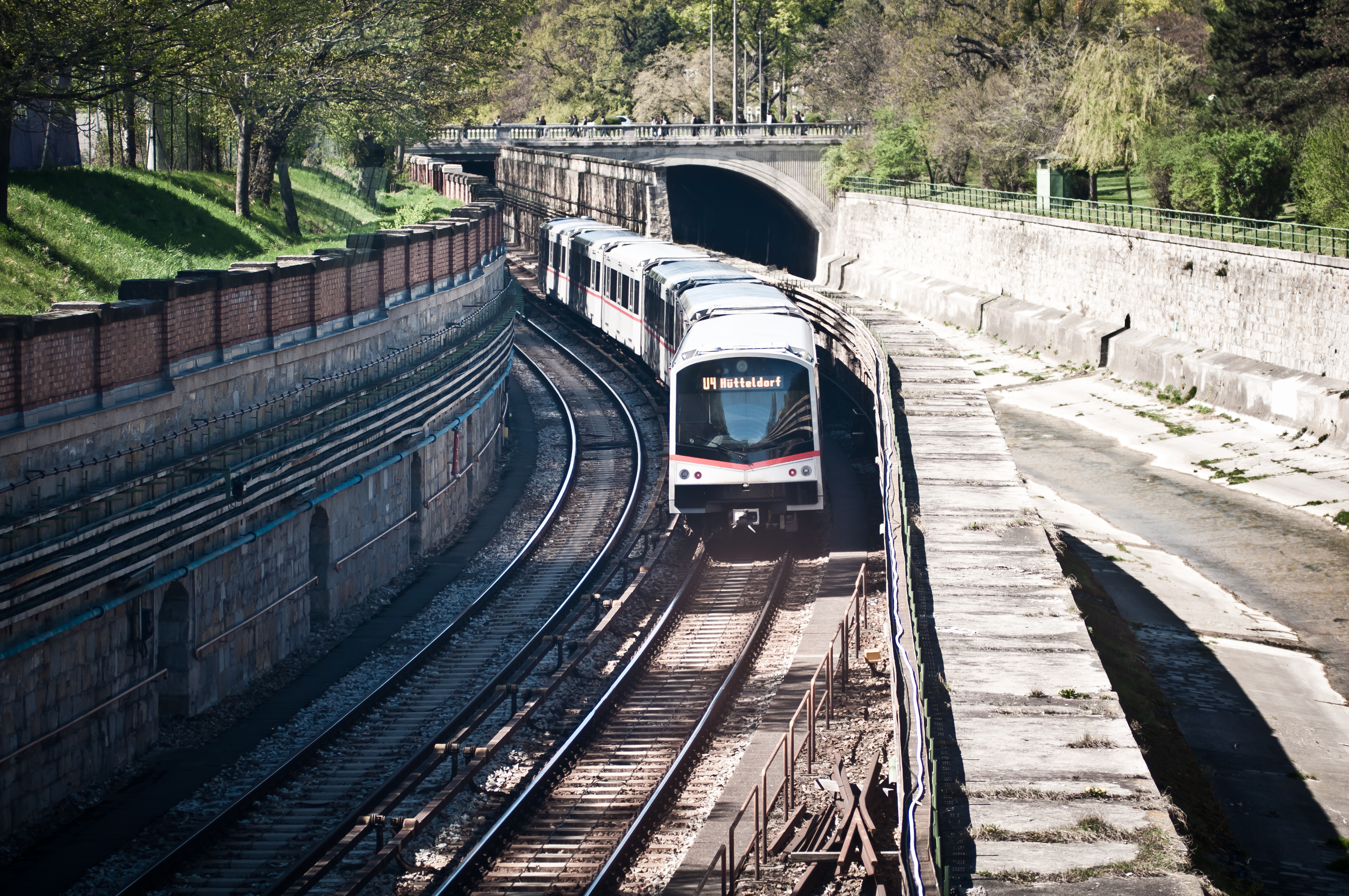
A Bécs folyó medrében, az U4-es metróvonalon
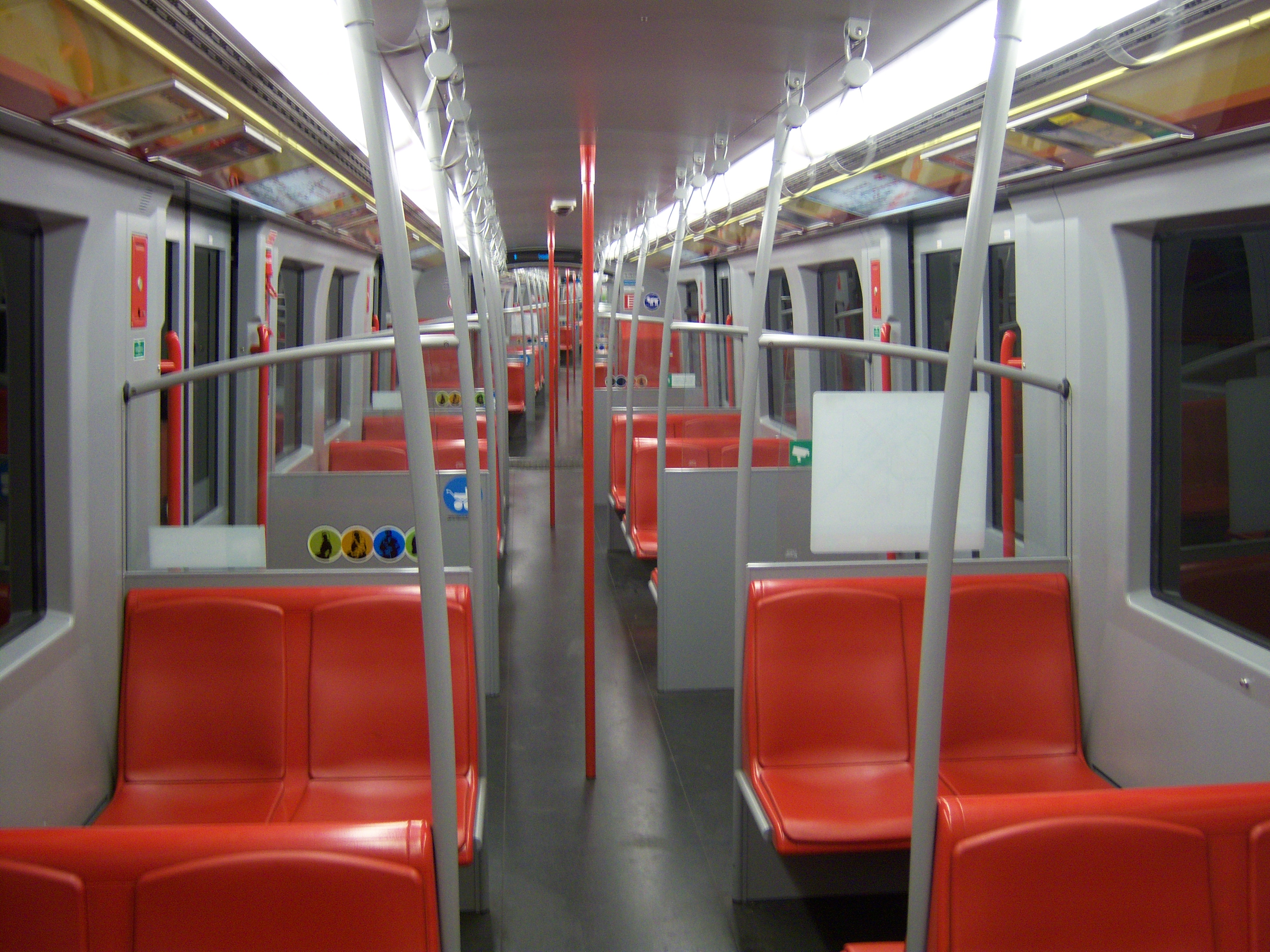
Utastér
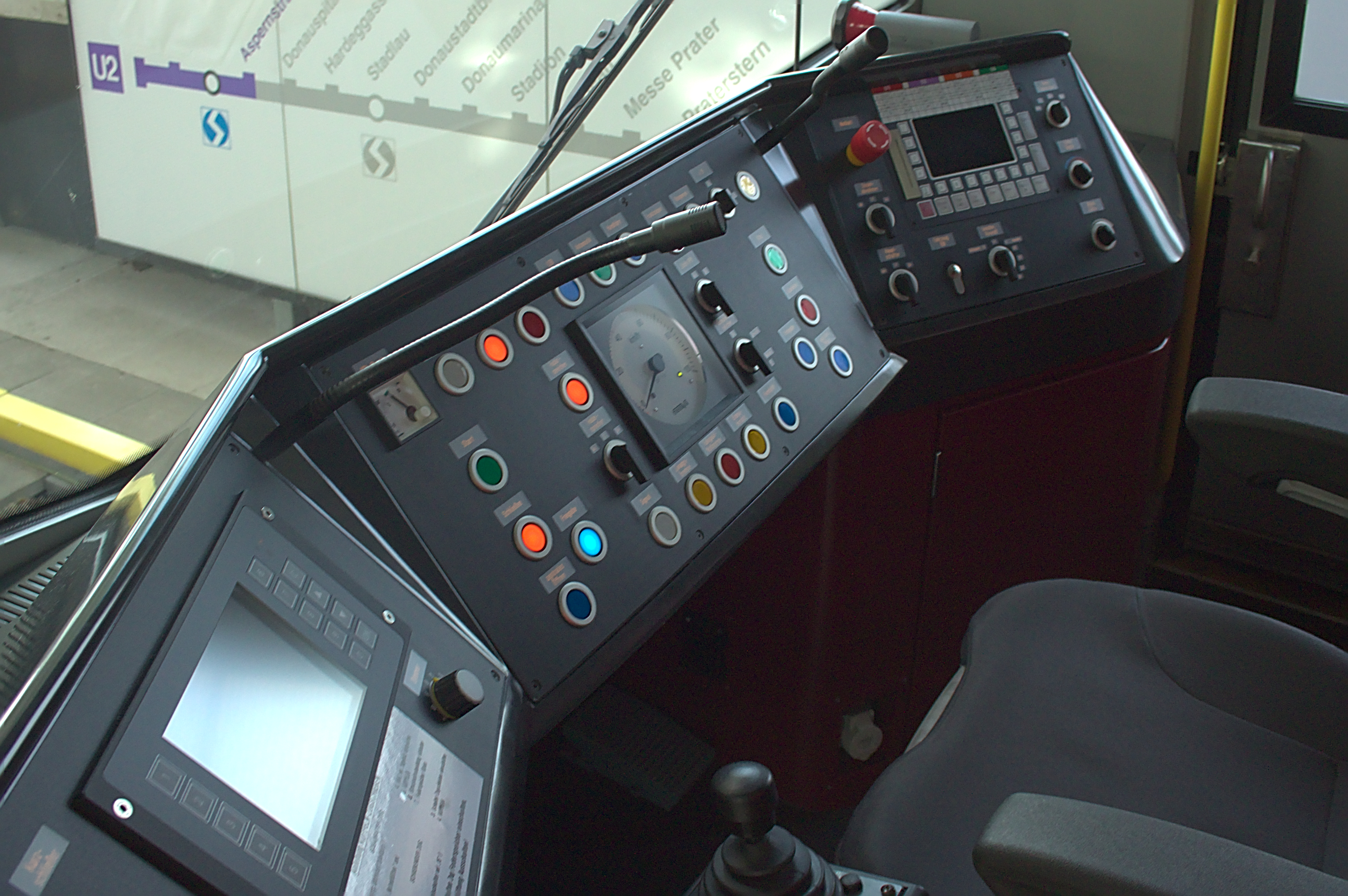
Vezetőállás

## Fordítás
- Ez a szócikk részben vagy egészben  a   Triebwagen V (U-Bahn Wien) című német Wikipédia-szócikk fordításán alapul.  Az eredeti cikk szerkesztőit annak laptörténete sorolja fel. Ez a jelzés csupán a megfogalmazás eredetét és a szerzői jogokat jelzi, nem szolgál a cikkben szereplő információk forrásmegjelöléseként.